# Maxala
Maxala är en ort i Mexiko.   Den ligger i kommunen Zacualtipán de Ángeles och delstaten Hidalgo, i den sydöstra delen av landet, 160 km norr om huvudstaden Mexico City. Maxala ligger 1 115 meter över havet och antalet invånare är 128.
Terrängen runt Maxala är bergig åt sydväst, men åt nordost är den kuperad. Runt Maxala är det ganska glesbefolkat, med 42 invånare per kvadratkilometer. Närmaste större samhälle är Zacualtipán, 19,8 km väster om Maxala. I omgivningarna runt Maxala växer i huvudsak städsegrön lövskog.